# Кунал Најар
Кунал Најар (енгл. Kunal Nayyar / кʊнɑːл наɪ.әр /; рођен 30. априла 1981. ) је британско-индијски глумац познат по својој улози Рајџеш Кутрополи  у СБС серији Теорија Великог Праска.
Према тврдњама Форбеса, Најар је био трећи на листи најпопуларнијих најважнијих телевизијских глумаца за 2015. годину, заједно  са сарадником Симоном Халбергом,  Марк Хармоном и Ештон Кучером, са зарадама од 20 милиона долара након серије Теорије великог праска.

## Детињство
Најар је рођен у Лондонској општини Хаунзлов у породици Пуњаби и одрастао је у Њу Делхију, Индија. Похађао је школу Св. Колумба у Њу Делхију, где је играо бадминтон за школски тим. Његови родитељи живе у Њу Делхију.
Године 1999, Најар се преселио у Сједињене  Америчке Државе како би наставио студије из области финансија на Универзитету Портланд, Орегон. На његовом одсеку, почео је да похађа наставе глуме и играо је у неколико школских представа.
Након учествовања на Америчком колеџном позоришном фестивалу, Најар је одлучио да постане професионални глумац. Похађао је  Универзитет  Темпле у Филаделфији, Пенсилванија, где је стекао звање Мастер Лепих Уметности  у Глуми.

## Каријера
Након дипломирања, Најар је нашао посао  преко америчких телевизијских огласа и свирао на лондонској сцени. У Сједињеним Аамеричким Државама бива запажен због своје улоге у продукцији Западна Обала (енгл. West Coast production) Раџива Џозефа из 2006. године Хак и Холден, на којој је представљао индијанског студента  на размени који је желео да искуси америчку културу пре него што се врати кући. Године 2006, Најар се удружио са Арун Дасом како би написао представу Шећерна вуна, чије је премијерно приказивање у Њу Делхију добило позитивне критике.
Најар је гостовао у СБС драми НСИС у епизоди "Suspicion" (четврта сезона, епизода 12), у којој је играо Јусуфа Зидана, Ирачког терористу.
Његов агент је чуо за улогу научника у предстојећој пилот серији СБС-а и подстакао га на аудицију за ту улогу. То је довело до његове  улоге у  серији Теорија великог праска, гдје игра астрофизичара Рајџеша Кутрополија.
Године 2011, заједно са Симом Хелбергом изводио је представу Поштовање за Штребере  на фестивалу комедије  Само  за  Смех.
Године 2012, Најар позајмљује глас Гупту у филму Ледено Доба 4: Померање Континената. Те исте године, завршио је снимање свог првог филма, Др. Кеби, у Торонту, Онтарио, Канада. Филм је продуцирао Боливудски глумац Салман Кхан.
Од 5. маја до 29. јуна 2015. године, Најар је наступао у оф-Бродвеј продукцији, The Spoils, коју је написао и уједно глумио у њој Џеси Ајзенберг. Најар је играо Калана, Непалског студента и цимера протагонисте Бена, коју је играо Ајзенберг. Продукција је пребачена Лондонском Вест Енд у 2016. године.
У септембру 2015. Најар је објавио књигу о својој каријери, Да, мој акцент је стваран.

## Приватни живот
Најар је ожењен са Нехом Капур, победницом Мис Индија 2006. Живе у Лос Анђелесу.